# Phyllocladus hypophyllus
Phyllocladus hypophyllus é uma espécie de conífera da família Phyllocladaceae.
Pode ser encontrada nos seguintes países: Brunei, Indonésia, Malásia e Papua-Nova Guiné.